# Anni 740 a.C.
Gli anni 740 a.C. sono il decennio che comprende gli anni dal 749 a.C. al 740 a.C. inclusi.

## Morti
- Aliatte I, re
- Geroboamo II, sovrano israelita742 a.C.
- Ozia, re